# Monday.com
monday.comは、2012年2月にdaPulseとして設立されたIT企業である。 本社はイスラエルのテルアビブにあり、2014年にビジネス管理ツールmonday.comを発売し、2019年7月には2,090億円の評価額に基づいて約164億円を調達した。 2021年6月には約620億円を調達する新規株式公開の価格決定後、評価額約7,450億円でナスダック市場に上場している。

## 会社沿革
monday.com社は2012年にRoy Mann、Eran Kampf、Eran Zinmanによって設立された。当時daPulseと呼ばれていた同社は、その年の8月までに約1億6,400万円ドルのシード資金を調達した。 その後、2014年にビジネス管理ツールmonday.comの市販が開始し6社に導入され、2015年には導入顧客数が3,181にまで拡大した。
2016年6月 Genesis Partnersが主導し、既存の支援者であるEntrée Capitalが参加したシリーズAラウンドで約8億3,630万円を調達しそのラウンドを閉じたことを発表した。
2017年4月 同社はシリーズBラウンドで約27億円を調達した。このラウンドはニューヨークを拠点とする企業Insight Venture Partnersが主導し、既存のシリーズA投資家であるGenesis PartnersとEntrée Capitalが参加した。また、2017年11月 ブランド名をdaPulseからmonday.comに変更した。
2018年7月 monday.comは約54億円のシリーズC資金調達ラウンドを実施した。このラウンドは、ニューヨークを拠点とするグロース・エクイティ・ファームであるStripes Groupが主導し、既存のシリーズAおよびB投資家であるInsight Venture PartnersとEntrée Capitalが参加した。2019年7月、同社は約164億円のシリーズDラウンドを調達し、資金調達総額が220億円になったことを発表した。このラウンドはSapphire Venturesが主導し、Hamilton Lane、HarbourVest Partners、ION Crossover Partners、Vintage Investment Partnersが参加した。 この資金調達により、同社の評価額は約2090億円となり、ユニコーンとなった。ここで93,431の新規顧客を獲得している。
2020年5月 同社は2020年ウェビー賞のアプリ・モバイル・音声部門で生産性賞を受賞した。
2021年時点で、同社は200以上のビジネスバーティカルで127,000の顧客にサービスを提供していると報告している。
2021年5月 IPOを申請し、2021年6月10日 約630億円を調達する新規株式公開の価格決定後、評価額約7,450億円でナスダック市場に上場した。

## 製品
monday.comは、カスタマイズ可能なウェブおよびモバイルワークマネジメントプラットフォームである。プロジェクトやワークフローの追跡、データの可視化、チーム内連携など、チームや組織の業務効率化を支援するために設計されている。
2020年2月 monday.comは2.0バージョンをリリースし、100以上の自動化レシピと50以上の他のアプリケーションとの統合を含む、コードフリーの環境を提供した。
2020年6月 monday.comはローコードアプリケーションフレームワークを発表し、顧客とサードパーティの開発者がプラットフォーム上で独自のアプリケーションを構築できるようにした。
2020年7月 monday.comはMicrosoft Teamsとの統合を発表した。
2020年10月 monday.comはAdobe Creative Cloudとの統合を発表した。
2021年2月 サードパーティの開発者がプラットフォームの上に構築したアプリや統合をカタログ化して共有するために、アプリマーケットプレイスを開設した。

## API
monday.comのAPIのバージョン1は、REST JSON Application Programming Interface（API）を使用している。このAPIはCross-Origin Resource Sharing (CORS)リクエストを扱うことができ、認証としてAPI Tokenを用いている。
バージョン2のAPIは、GraphQL構造（RESTベースのAPIの代替）に基づいており、それによりユーザーはAPIを使って、ユーザー、アップデート、アイテム、ボード、タグなどのデータを引き出したり、変更したりすることができる。2020年6月、monday.comはAPIをサードパーティの開発者に公開した。monday.comのオープンAPIにより、顧客、パートナー、またはサードパーティの開発者はプラットフォームの上に構築し、さまざまなチームや組織の独自のニーズに合わせて機能を拡張することがで可能である。一般的な使用例としては、カスタムビュー、ダッシュボードウィジェット、自動化、他の業務アプリとの統合などがある。

### ページ
- プロジェクト管理
- プロジェクトマネジメントソフト
- 課題管理システム
- タスク管理（含：タスク管理ソフトウェア）
- Productivity software(en)
- team collaboration（グループウェア）
- 変革管理（チェンジマネジメント）
- ワークマネジメント
- かんばん (ソフトウェア開発)

### グループ
- プロジェクト管理ツールの比較
- Category:プロジェクトマネジメントソフト
- Category:タスク管理ソフトウェア
- Category:課題管理システム
- 課題管理システムの比較（英語版）
- Category:グループウェア
- Category:ワークマネジメントツール